# Folk Radio
Folk Radio – emitowany w internecie oraz poprzez system DAB+ program radiowy prowadzony przez Radio Kielce. 
Stacja ukazuje głównie muzykę ludową i etniczną - zarówno polską, jak i zagraniczną. Początkowo programu można było słuchać jedynie w internecie, ale w 2018 roku uruchomiono przekaz w systemie DAB+.